# Giuseppe Dante
Pour les articles homonymes, voir Dante.
Dante Giuseppe, né le 14 mars 1931 à Piove di Sacco (Vénétie) et mort le 21 novembre 2018 à Desio (Lombardie), est un coureur cycliste italien, professionnel de 1957 à 1965

## Palmarès
- 1956
  - Coppa Caduti Nervianesi
- 1959
  - 4e étape du Tour de Catalogne
- 1960
  - 6e du Tour de Suisse
- 1961
  - 6e du Tour de Lombardie

## Résultats sur les grands tours

### Tour d'Italie
7 participations
- 1957 : abandon
- 1958 : abandon
- 1959 : 38e
- 1960 : abandon
- 1961 : 62e
- 1962 : 28e
- 1963 : 41e

### Tour de France
2 participations
- 1962 : 66e
- 1963 : abandon (8e étape)